# Passage de Verdun
Passage de Verdun är en gata i Quartier de la Villette i Paris 19:e arrondissement. Gatan, som börjar vid Rue de Thionville 6 och slutar vid Rue Léon-Giraud 5, är uppkallad efter staden Verdun, berömd för ett slag under första världskriget.

## Omgivningar
- Saint-Jacques-Saint-Christophe
- Quai de la Loire
- Square Serge-Reggiani
- Place de Bitche

## Bilder
| - Gatuskylt. - Saint-Jacques-et-Saint-Christophe. - Square Serge-Reggiani med Saint-Jacques-et-Saint-Christophe. |

## Kommunikationer
- Tunnelbana – linje  – Laumière
- Busshållplats Ourcq – Jean Jaurès – Paris bussnät, linjerna 60 71

### Webbkällor
- ”Passage de Verdun”. Mairie de Paris. https://web.archive.org/web/20160303204422/http://www.v2asp.paris.fr/commun/v2asp/v2/nomenclature_voies/Voieactu/9702.nom.htm. Läst 20 juli 2022.
- ”Passage de Verdun”. Les rues de Paris. https://web.archive.org/web/20180102141555/http://www.parisrues.com/rues19/paris-19-passage-de-verdun.html. Läst 20 juli 2022.